# Деколонизација Америке
Деколонизација Америке, или деколонизација Америка, односи се на поступак којим су државе у Америци стекле независност од европске власти. Америчка револуција била је прва у Америци, а британски пораз у Америчком рату за независност (1775—1783) био је изненађујући побједа над великом силом. Француска револуција у Европи која је услиједила и претходни догађаји оставили су дубоке посљедице на британске, шпанске, португалске и француске колоније у Америци. Услиједио је револуционарни талас који је довео до стварања већег броја независних земаља у Латинсој Америци. Хаићанска револуција (1791—1804) довела је до независности француске робовске колоније. Шпански рат за независност с Француском, који је за посљедицу имао Наполеонову окупацију Шпаније, приморао је шпанске Криолце у шпанској Америци да доведу у питање своју оданост Шпанији, подстакнувши покрете за независност који су кулминирали разним ратовима за независност Шпанске Америке (1808—1833), који су се првенствено водили између супротстављених група колониста, а само секундарно против шпанских власти. У исто вријеме, португалска монархија се преселила у Бразил током француске окупације Португалије. Након што се краљевски двор вратио у Лисабон, принц-регент Педро остао је у Бразилу и 1822. се успјешно прогласио царем новооснованог Бразилског царства.
Шпанија ће изгибти обје преостале колоније до краја 19. вијека. Санто Доминго је прогласио независност као Република Шпански Хаити 1821. године. Након уједињења, а затим одвајања од бивше француске колоније Хаити, предсједник Доминиканске Републике потписао је споразум којим је земља поново постала шпанска колонија 1861. године. То је довело до рата за обнову Доминиканске Републике, што је резултирало доминиканском независношћу од Шпаније 1865. године. Куба се за независност од Шпаније борила у Десетогодишњем рату (1868—1878) и Малом рату (1879—1880) и коначно Кубанском рату за независност (1895—1898). Америчка интервенција 1898. довела је до Шпанско-америчког рата у коме су Сједињене Државе освојиле Порторико, Гвам (који су још увијек америчке териториј) и Филипинска острва у Тихом океану. Под војном окупацијом, Куба је постала амерички протекторат до независности 1902. године.
Мирна независност добровољним повлачењем колонијалних сила постала је норма у другој половини 20. вијека. Међутим, у Северној Америци (углавном карипским острвима) још увек има много британских и холандских колонија, а Француска је у потпуности интегрисала већину својих бивших колонија као потпуно саставни департмани Француске.